# Odium
Odium (lateinisch für „Hass, Widerwille, Abneigung, Feindschaft“) ist eine hessische Power- und Thrash-Metal-Band aus Frankfurt am Main, die im Jahr 1993 gegründet wurde.

## Geschichte
Kurz nachdem Morgoth das Album Odium veröffentlichte, entschied sich der Gitarrist Rochus Pfaff eine Band unter diesem Namen zu gründen. Die Gruppe war anfangs als Coverband tätig, ehe auch eigene Lieder hinzukamen. 1996 nahm die Band, die mittlerweile neben Pfaff aus dem Gitarristen David Hübsch, dem Bassisten Joachim Weingärtner, dem Schlagzeuger Tobias Link und dem Sänger Dirk Berge bestand, ihr selbstbetiteltes Debütalbum auf.
In derselben Besetzung folgte zwei Jahre später das zweite Album Into the Outfields. Danach verließen Berge und Weingärtner die Band. Als neue Mitglieder stießen etwas später der Sänger Reinhard Runkel und der Bassist Christof Reiber hinzu. Das Album A New Beginning, das 2001 erschien, wurde erstmals in einem professionellen Studio aufgenommen.
Als der Schlagzeuger Link durch Martin Kunz ersetzt wurde, blieb Pfaff ab 2006 als einziges Gründungsmitglied übrig. Durch weitere Umbesetzungen kamen zu den verbliebenen Pfaff und Hübsch die Bassistin Belinda Ann Smaka, der Schlagzeuger Marcus Uchtmann und Ralf Runkel, der jedoch nicht verwandt mit seinem Vorgänger war, zur Band. 2010 folgte dann mit Stop My Anger das nächste Album. 
Anschließend wechselten die Schlagzeuger mehrfach, ehe 2012 über Noisehead Records unter dem Namen Beautiful Violence das nächste Album folgte. Als Schlagzeuger war inzwischen Jan Heusel in der Gruppe. Mittlerweile konnte die Band auch verstärkt live auftreten und spielte sowohl innerhalb als auch außerhalb Deutschlands zusammen mit Paul Di’Anno, Obituary, Axxis und Rage.
Im August 2014 schloss sich das Album The Science of Dying an. Im Lied Die with Pride ist Paul Di’Anno als Gastmusiker zu hören. Im März 2015 ging die Gruppe auf Tournee durch Europa. Auf dem 2017er Album As the World Turns Black ist Marcel Müller als neuer Schlagzeuger zu hören. 
2018 feierte Odium ihr 25-jähriges Bestehen und veröffentlichte im November das Album The Early Years 1993–1998, auf dem ausschließlich neu aufgenommene Songs von Grim Reaper, Odium und Into the Outfields zu hören sind.

## Stil
Laut der Bandbiografie auf odium-metal.de behandelt die Gruppe in ihren Texten Themen wie Tod, Liebe und Hass. Matthias Mineur vom Metal Hammer beschrieb die Musik auf Written in Flesh als geradlinigen Metal, dem man deutliche Thrash-Metal-Einflüsse anhören könne. Zudem hätten offenbar „diverse Konzerte gemeinsam mit Testament, Tankard, Napalm Death und Clawfinger einen direkten Einfluss auf das Songwriting genommen“. Mineur fand, dass die Band auf A New Beginning melodischen Metal spielt, der einen hohen Wiedererkennungswert besitze und zudem „clever arrangiert und ebenso geschickt orchestriert“ worden sei.
Michael Edele von laut.de stellte in seiner Rezension zu The Science of Dying fest, dass, wie bereits aus der Vergangenheit bekannt, eine Mischung aus Thrash- und Power-Metal gespielt werde. Neben harten Thrash-Metal-Liedern gebe es auf dem Album auch feinere und melodischere Lieder. Der Gesang klinge gepresst und sei ansatzweise melodisch. Der raue Gesang passe eher zu den härteren als zu den melodischen Songs. Gegen Ende des Albums scheine die Band experimenteller zu werden, so sei im Refrain des Liedes War ein Kinderchor zu hören.

## Galerie

Odium live auf den Rock & Metal Day'z 2024 in Oschersleben
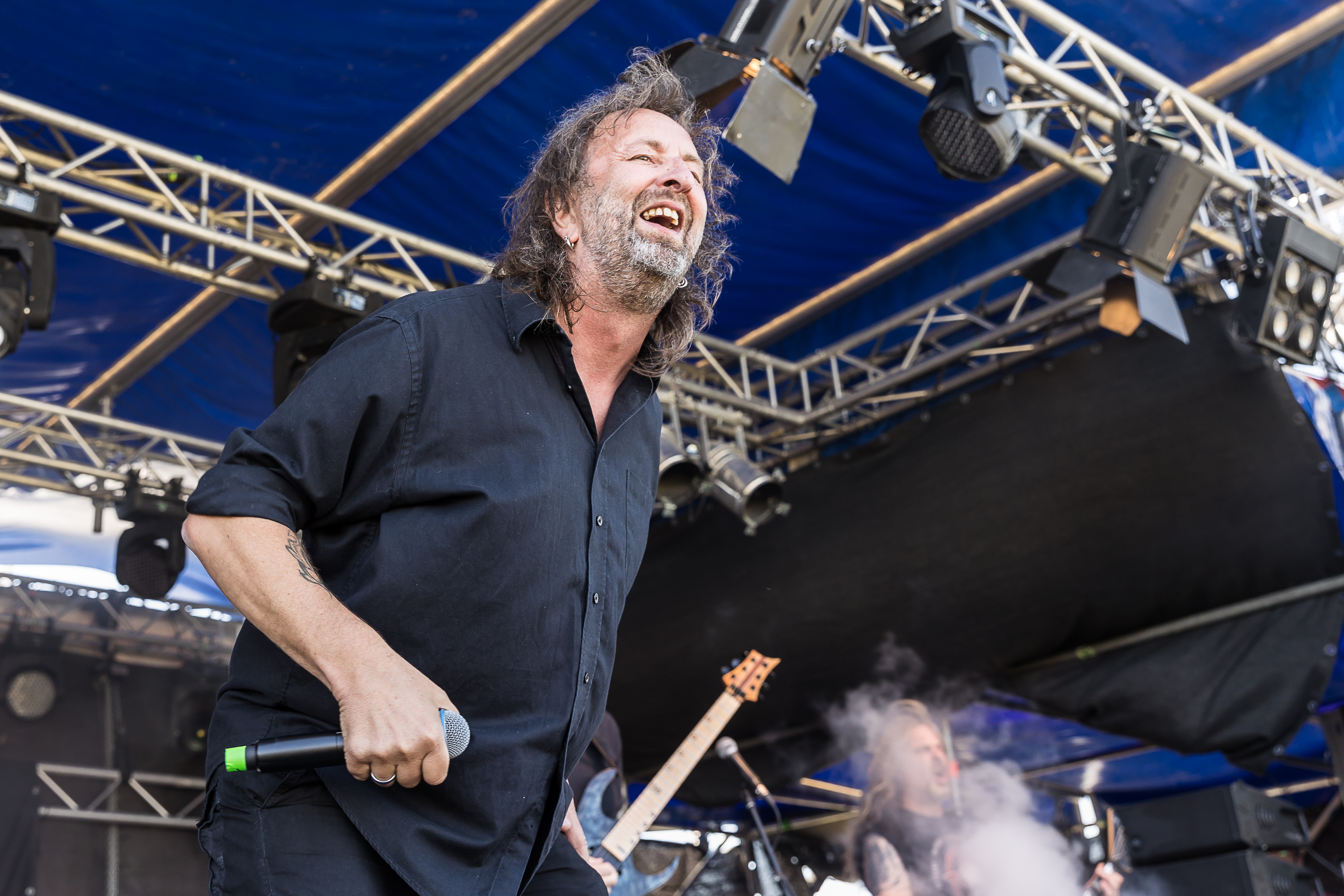
Sänger Ralf Runkel
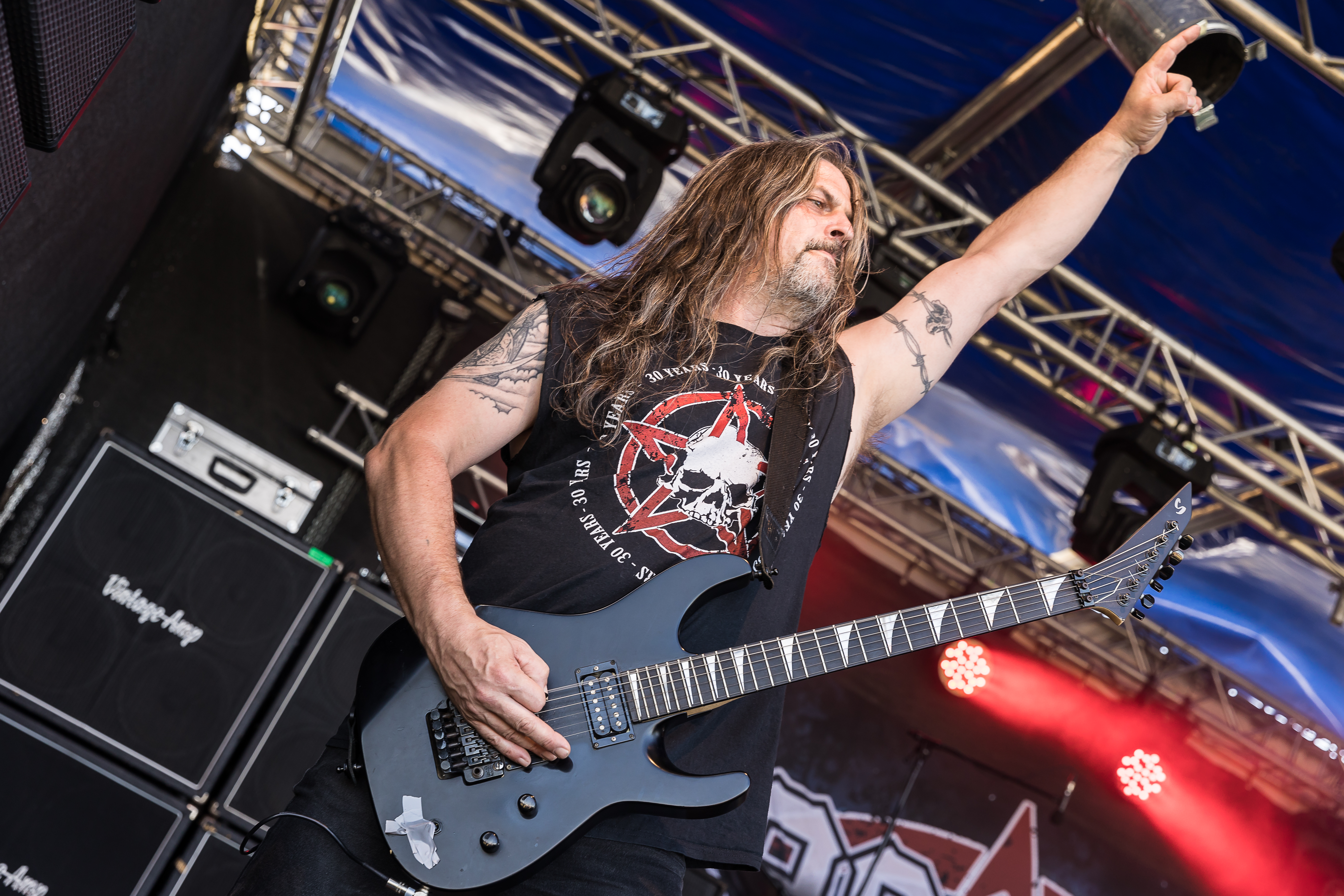
Gitarrist Rochus Pfaff
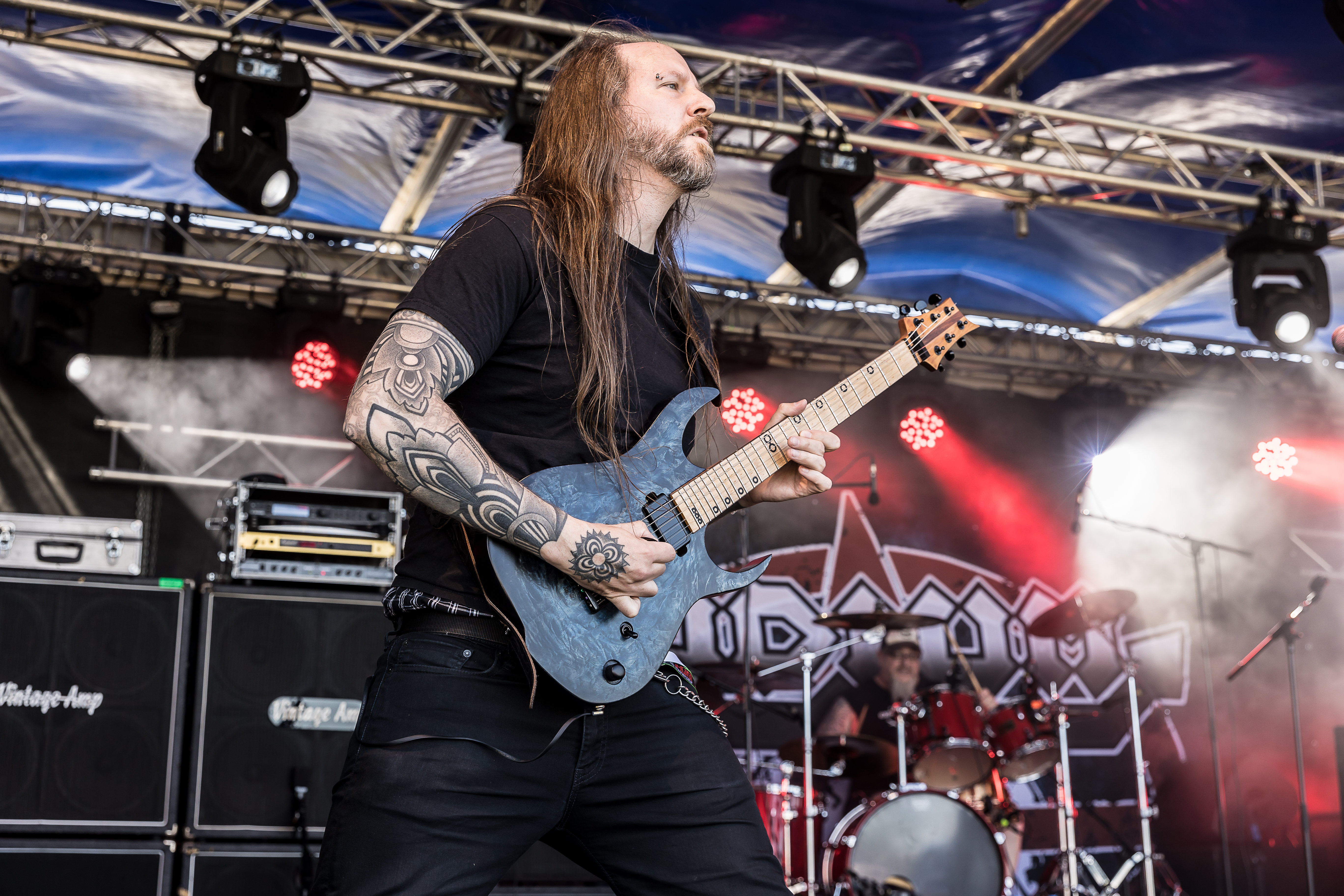
Gitarrist David Hübsch
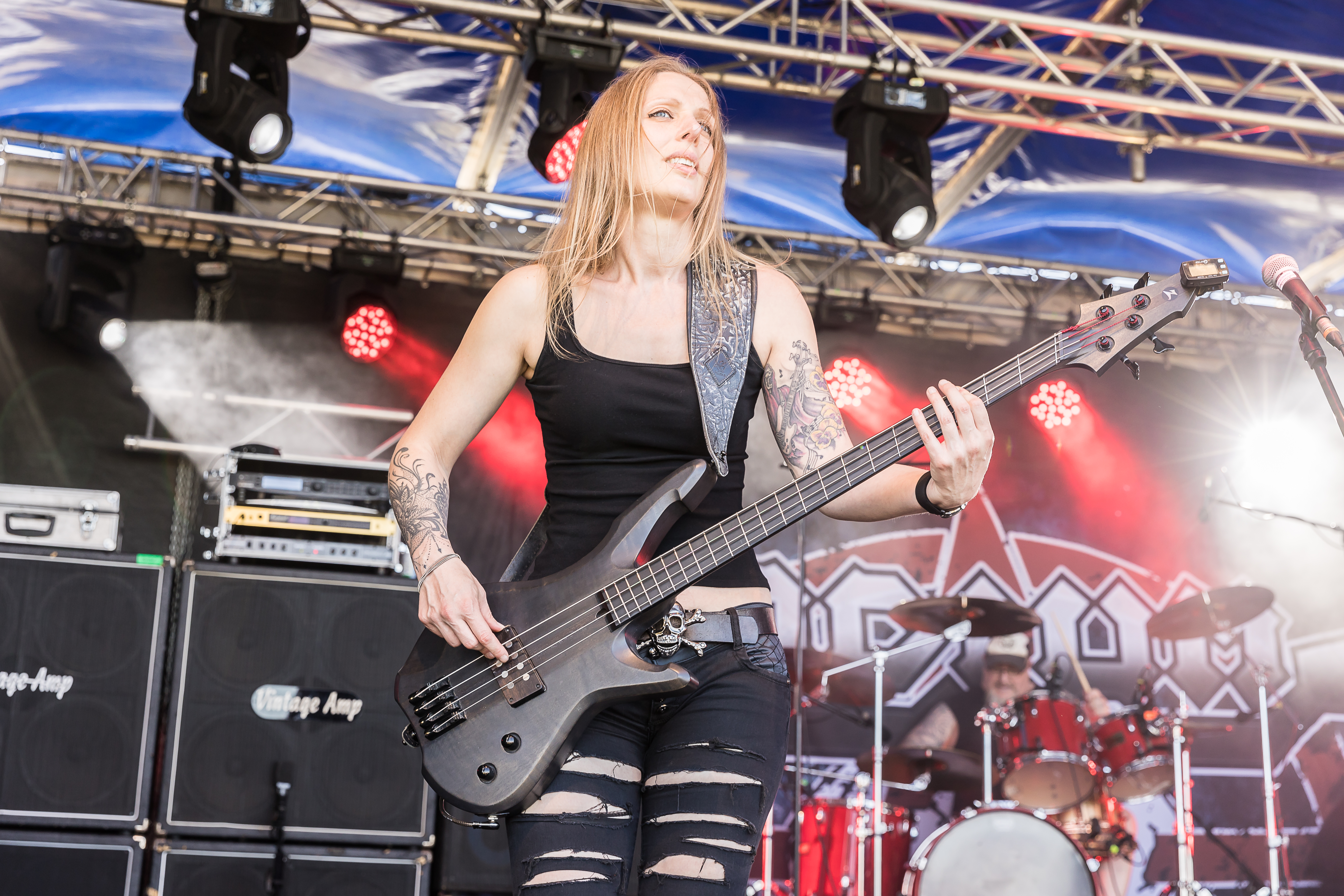
Bassistin Belinda Ann Smaka
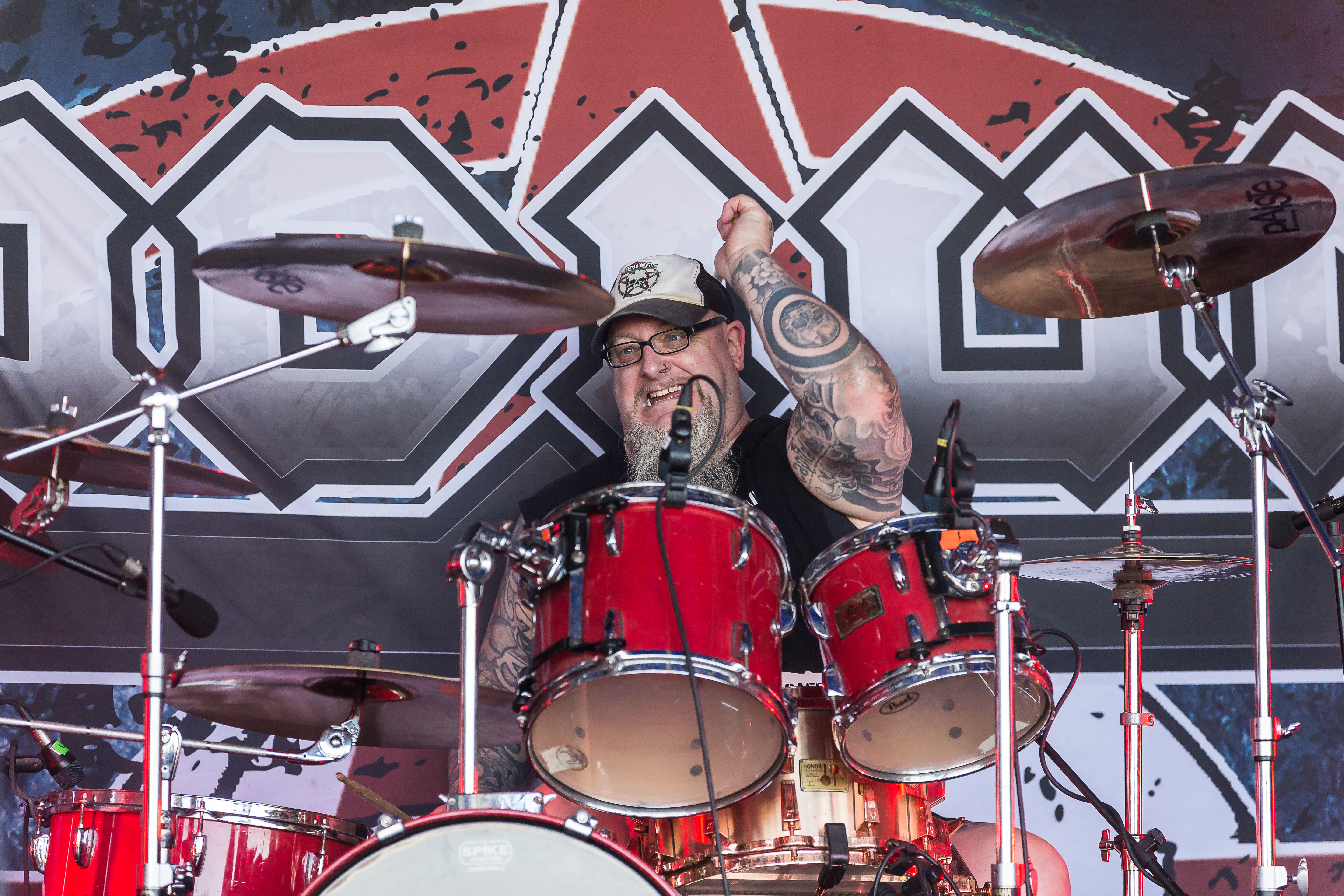
Schlagzeuger Marcel Müller

## Diskografie
- 1996: Grim Reaper (Demo, Eigenveröffentlichung)
- 1997: Odium (Album, Eigenveröffentlichung)
- 1998: Into the Outfields (Album, Eigenveröffentlichung)
- 2001: A New Beginning (Album, Eigenveröffentlichung)
- 2003: Written in Flesh (Album, Eigenveröffentlichung)
- 2006: Just a Crisis (EP, Eigenveröffentlichung)
- 2010: Stop My Anger (Album, Eigenveröffentlichung)
- 2012: Beautiful Violence (Album, Noisehead Records)
- 2014: The Science of Dying (Album, Noisehead Records)
- 2017: As the World Turns Black (Album, Black Sunset)
- 2018: The Early Years 1993–1998 (Album, Eigenveröffentlichung)